# Таммуз, Биньямин

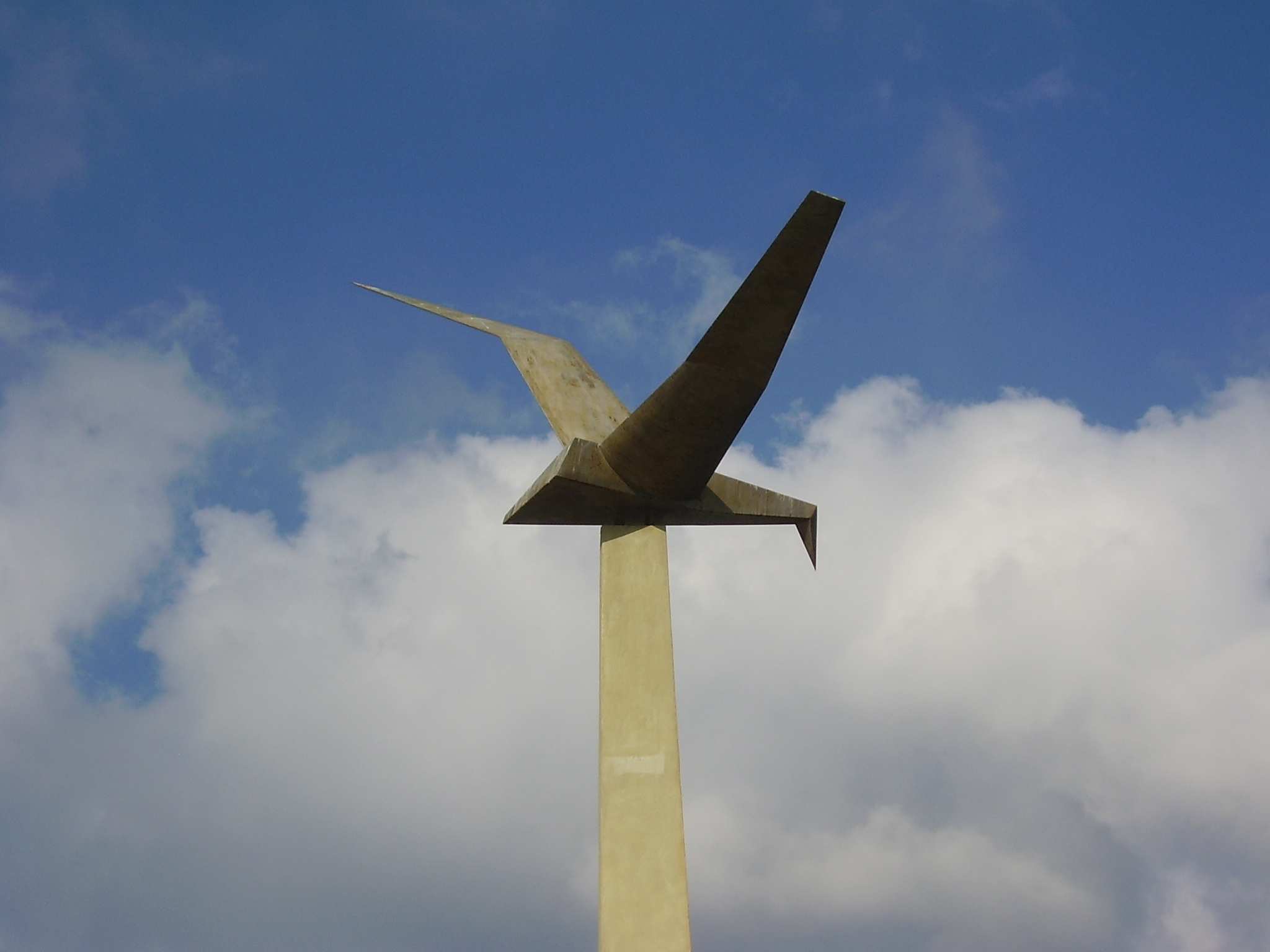
Монумент работы Таммуза лётчикам ВВС Аарону-Давиду Шпринцаку и Матитьяху Сукенику (Ядину) в Тель-Авиве

Биньямин Таммуз (Камерштейн; 11 июля 1919, Харьков, Украина — 19 июля 1989, Тель-Авив, Израиль) — израильский писатель, скульптор, художник, переводчик, журналист и критик.

## Биография
Родился в семье Иосифа Камерштейна и Шифры Сигал. Приехал с родителями в Тель-Авив (Палестина) в возрасте 5 лет. Учился в религиозной школе «Тахкемони», а позднее перешёл в светскую гимназию «Герцлия». С 1967 года Таммуз был редактором еженедельного литературного приложения к газете «Га-Арец». Автор нескольких литературных премий. Роман «Минотавр» был признан в Великобритании книгой 1981 года.

## Сочинения
- Рассказ. Пер. с иврита Н.Сергеевой // Иностранная литература.-1990.№ 2. С. 5-18.
- Состязание в плаванье.Рассказ Пер. Л.Кнастера,Ф. Макарова // Иностранная литература.1996.№ 2. С. 188-196.

## Книги в интернете
- Минотавр
- Запертый сад
- Про Ахад-Гаама